# Clausthal-Zellerfeld

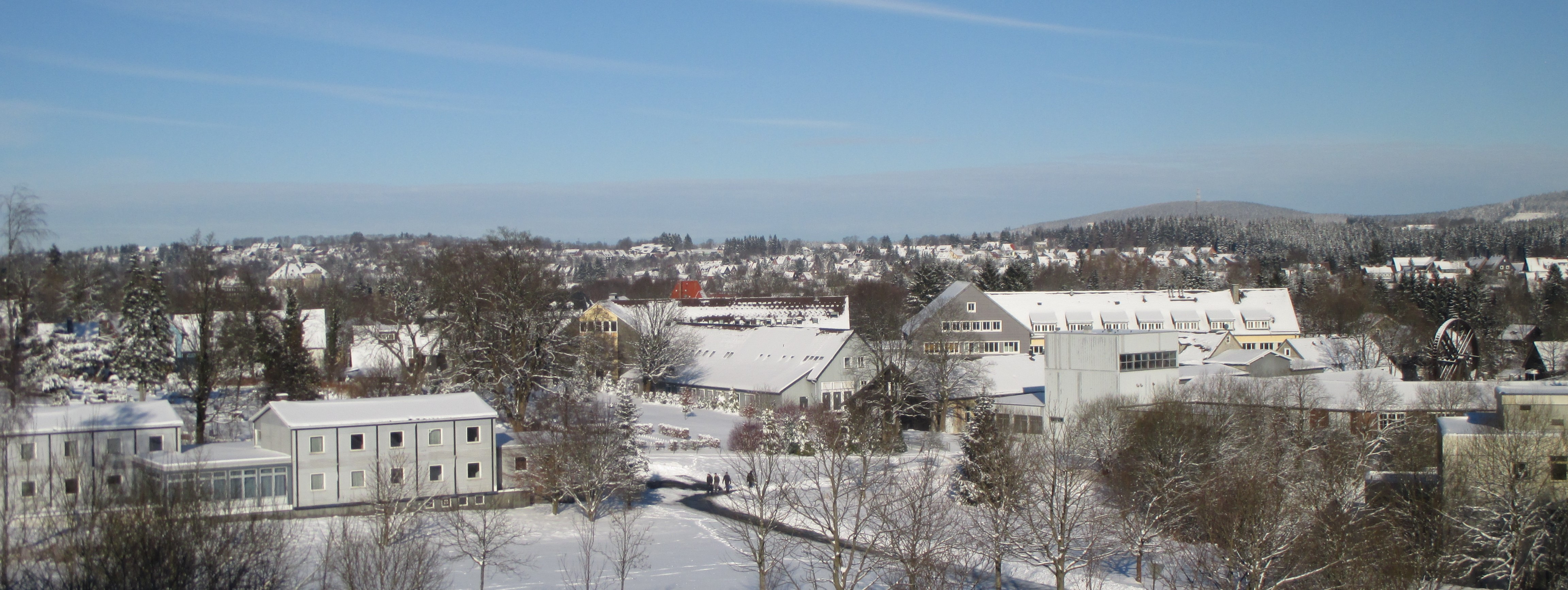
Vista desde el área de la zanja de la universidad técnica sobre el instituto de minería hacia Zellerfeld

Clausthal-Zellerfeld (pronunciación en alemán: /ˈklaʊ̯staːlˈt͡sɛlɐfɛlt/ⓘ) es una ciudad en el distrito de Goslar en Baja Sajonia, donde se ubica la Universidad Tecnológica de Clausthal. Se encuentra en el Oberharz, a una altitud de entre 390 y 821 m s. n. m. (metros sobre el nivel del mar), y la ciudad tiene el nombre del pueblo y universidad de la montaña y es considerado como un sitio de descanso.

## Geografía

### Ubicación
Clausthal-Zellerfeld se encuentra en la meseta del Oberharz, cuyo área es relativamente la menos montañosa de la región, por ende el área está cubierta de praderas encerrada por un bosque, por los alrededores se encuentran numerosos estanques y reservas de agua, jugando un papel natural en la región. La ciudad está separada entre un valle entre Clausthal y Zellerfeld, el pequeño Clausthal se extiende hacia el suroeste.     

### División de la ciudad
La ciudad consta de los dos distritos principales Clausthal (en el sur) y Zellerfeld (en el norte), cuyas áreas urbanas  están separadas por el límite natural del Zellbach. Hasta 1924, Clausthal y Zellerfeld eran dos ciudades independientes, que luego se fusionaron debido a la fuerte presión de las autoridades, las dos ciudades poseen dos clubes de tiro y dos clubes de fútbol. A partir de 2007, aunque el departamento de bomberos se fusionó oficialmente. El municipio Erbprinzentanne también pertenece al distrito de Zellerfeld. Para el 1.º julio de 1972 se incorporó el municipio Buntenbock al sur de Clausthal como tercer distrito. A partir del 2015, la ciudad tiene los siguientes distritos:   
| Distrito                                                | Población (1 de enero 2018) | Área en km² | Densidad en hab./km² |
| ------------------------------------------------------- | --------------------------- | ----------- | -------------------- |
| Clausthal-Zellerfeld                                    | 12 761                      | 33,96       | 376                  |
| Clausthal                                               |                             |             |                      |
| Zellerfeld (con Erbprinzentanne)                        |                             |             |                      |
| Buntenbock                                              | (Dic. 2013) 750             |             |                      |
| Ciudad en la montaña Altenau-Schulenberg im Oberharz    | 2049                        | 6,41        | 320                  |
| Altenau                                                 | 1758                        | 4,66        | 377                  |
| Torfhaus                                                | (2011) 22                   |             |                      |
| Bastesiedlung                                           | (2012) 18                   |             |                      |
| Sperberhaier Dammhaus                                   |                             |             |                      |
| Gemkenthal                                              |                             |             |                      |
| Polstertaler Zechenhaus                                 | (2012) 8                    |             |                      |
| Schulenberg im Oberharz                                 | 291                         | 1,75        | 166                  |
| Oberschulenberg                                         | (Jul. 2017) 12              |             |                      |
| Mittelschulenberg                                       |                             |             |                      |
| Festenburg                                              |                             |             |                      |
| Ciudad en la montaña Wildemann                          | 786                         | 3,34        | 235                  |
| Spiegelthaler Zechenhaus                                |                             |             |                      |
| Ciudad universitaria en la montaña Clausthal-Zellerfeld | 15 596                      | 43,71       | 357                  |

### Clima
La ciudad es favorecida por su clima entre atletas, asmáticos y alérgicos al polen y es un centro de reposo. El clima de Clausthal-Zellerfeld se caracteriza por fuertes vientos del oeste, mucha precipitación (> 1300   mm / a) y especialmente debido a inviernos largos y nevados. Las temperaturas suelen ser unos pocos grados más bajas que en las tierras bajas del norte de Alemania.
| Parámetros climáticos promedio de | Parámetros climáticos promedio de | Parámetros climáticos promedio de | Parámetros climáticos promedio de | Parámetros climáticos promedio de | Parámetros climáticos promedio de | Parámetros climáticos promedio de | Parámetros climáticos promedio de | Parámetros climáticos promedio de | Parámetros climáticos promedio de | Parámetros climáticos promedio de | Parámetros climáticos promedio de | Parámetros climáticos promedio de | Parámetros climáticos promedio de |
| Mes                               | Ene.                              | Feb.                              | Mar.                              | Abr.                              | May.                              | Jun.                              | Jul.                              | Ago.                              | Sep.                              | Oct.                              | Nov.                              | Dic.                              | Anual                             |
| --------------------------------- | --------------------------------- | --------------------------------- | --------------------------------- | --------------------------------- | --------------------------------- | --------------------------------- | --------------------------------- | --------------------------------- | --------------------------------- | --------------------------------- | --------------------------------- | --------------------------------- | --------------------------------- |
| Temp. media (°C)                  | 1                                 |                                   |                                   |                                   |                                   |                                   |                                   |                                   |                                   |                                   |                                   |                                   | 0.1                               |
| [cita requerida]                  |                                   |                                   |                                   |                                   |                                   |                                   |                                   |                                   |                                   |                                   |                                   |                                   |                                   |

## Historia

### DelsigloIXalsigloXIX
En el siglo IX, Bonifacio construyó una capilla (Zelle) en la actual Zellerfeld, ya en el siglo XIII, estuvo establecido el monasterio benedictino de San Matías en Cella (por lo tanto, a menudo también llamado monasterio de Cella), en el actual Zellerfeld, que probablemente se originó en el monasterio Simonis et Judae en Goslar. Los monjes se dedicaban a la minería y en 1268 crearon el estanque Pfauenteich como un depósito para alimentar la minería. Como resultado de la peste, este asentamiento más antiguo quedó desierto en 1348. El monasterio fue cerrado por el Papa en 1431. 
El segundo asentamiento tuvo lugar a principios del siglo XVI, cuando los duques de Brunswick mostraron interés en la minería, especialmente, Enrique V el Joven de Brunswick-Luneburgo . La parte de Brunswick del Oberharz obtuvo su primera concesión en 1532, en el cual se convirtió al protestantismo en 1529 y adoptó la Reforma en 1539. En 1549, la oficina minera se trasladó del antiguo Wildemann a Zellerfeld. En 1554, Clausthal fue establecido y floreció rápidamente. 55 pozos ya estaban en funcionamiento alrededor del 1600. El nombre de Clausthal (anteriormente Klausthal) probablemente se deriva de una presa para el rafting (Klause), ahí fundó su primera iglesia en 1570. El Oberharz floreció gracias a la minería. Los inmigrantes sajones contribuyerón a la región, por ejemplo con su dialecto superior alemán.   
En el período previo a la Batalla de Lutter am Barenberge, partes del ejército de Tilly se trasladaron al Oberharz para saquear la ciudad. Mientras Clausthal se rindió a los atacantes sin luchar, Zellerfeld dio resistencia, bajo el control de Thomas Merten, hasta el 19 de marzo de 1626, donde murió. En honor a él, la plaza central de Zellerfeld frente a la Iglesia de San Salvatoris recibió el nombre de Thomas-Merten-Platz. 

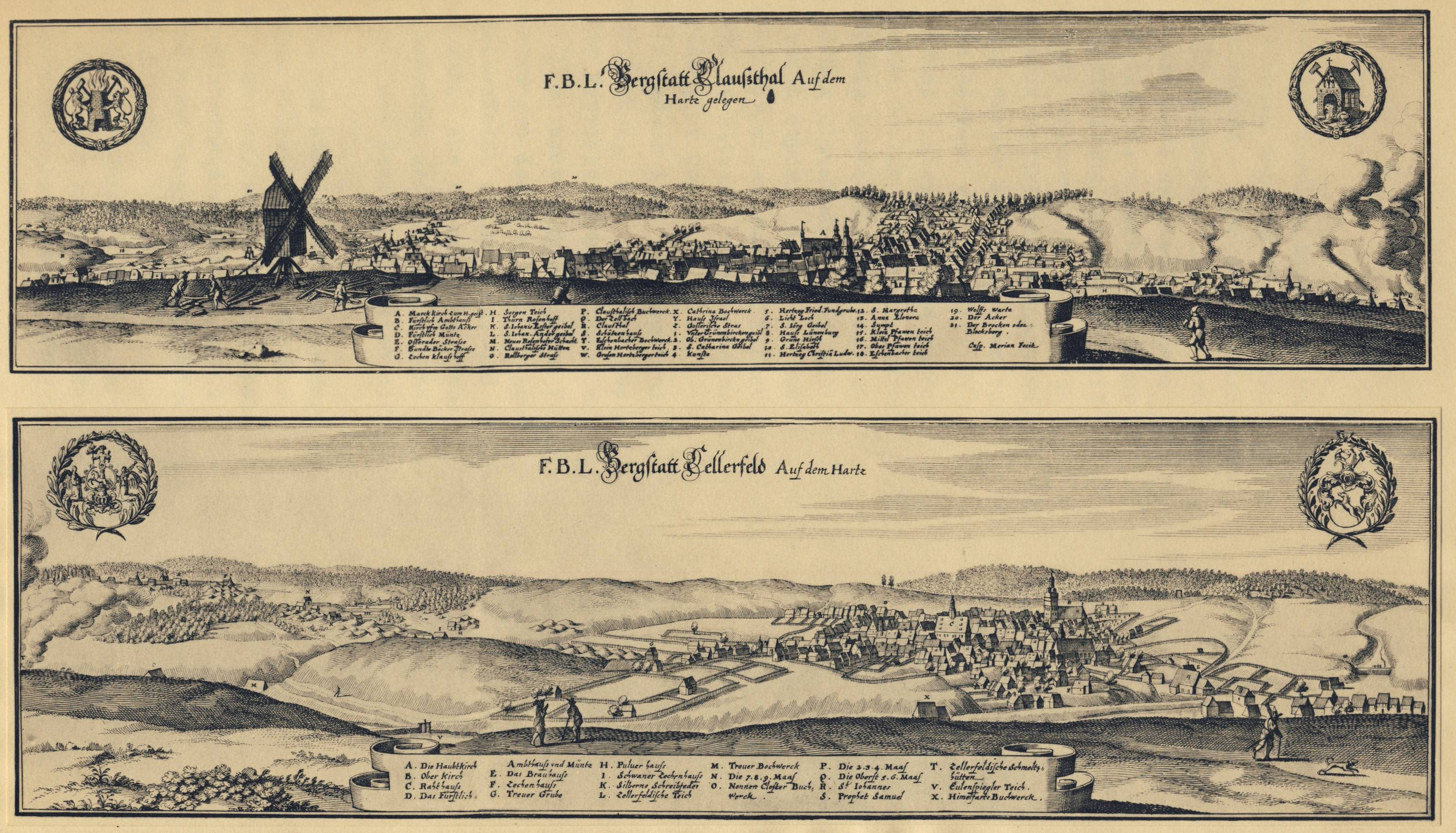
Clausthal y Zellerfeld, grabado por Matthäus Merian, 1650

En 1672, un incendio destruyó a Zellerfeld casi por completo. Después del incendio, Zellerfeld fue reconstruido con un nuevo diseño tipo tablero de ajedrez. El profundo túnel de Georg se abrió de 1777 a 1799, de distrancia de 26 km de túneles para drenar las áreas mineras de Clausthal-Zellerfeld, Wildemann, Hahnenklee y Bad Grund. Después de la extinción de la línea real de Braunschweig-Wolfenbütter en 1634, Zellerfeld se convirtió en la sede de la comunión en Harz y en 1788 cayó al Electorado de Braunschweig-Lüneburg . De 1807 a 1813, Clausthal y Zellerfeld pertenecían al departamento del Harz . Zellerfeld luego vino al Reino de Hannover y con él a Prusia en 1866.     

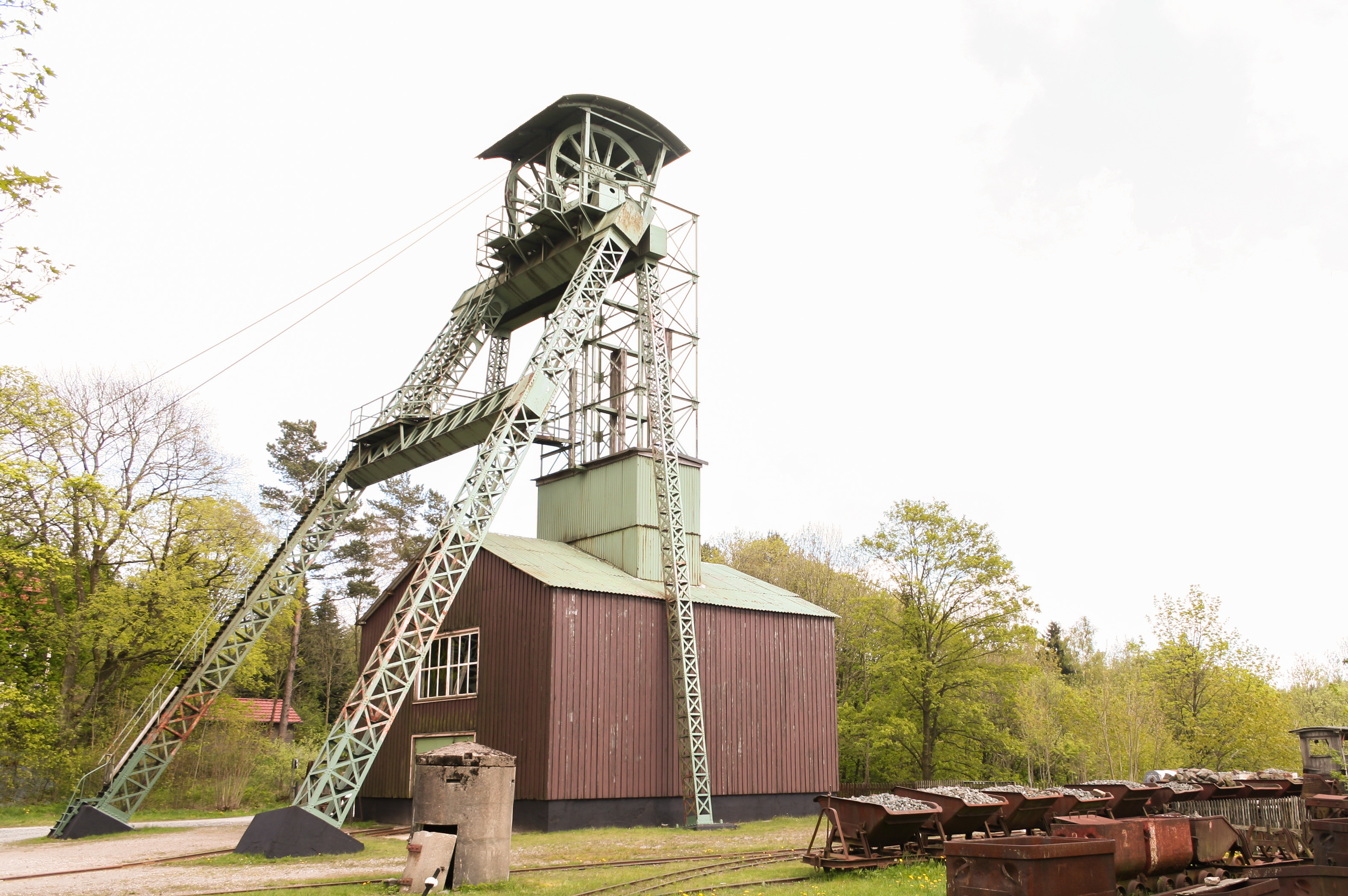
Headframe del eje Ottiliae desde 1876. Es el casco de acero más antiguo de Alemania.

Desde principios del siglo XIX,la familia Ey de Clausthal estaba en relación con los escritores locales y sus colecciones de cuentos de hadas, sagas y cuentos prosaicos en el dialecto de los mineros del Oberharz, así como con editoriales y librerías asociadas hasta la historia reciente de Hanóver, capital del estado de Baja Sajonia . Entre 1851 y 1864, los mineros construyeron el Túnel Ernst August de 32 kilómetros de largo desde el pueblo de Gittelde en el extremo sur de las montañas del Harz. Este túnel de solución de agua más profundo en el Harz corre casi 400 m debajo de Clausthal y drena las áreas mineras de los municipios de Lautenthal, Hahnenklee, Wildemann, Clausthal-Zellerfeld y Bad Grund. El 18 de abril de 1854 Clausthal fue gravemente afectado por una conflagración. En 1885, Clausthal (8871 hab.) y Zellerfeld (4407 hab.) tenían en su mayoría residentes protestantes, la mayoría de los cuales trabajaban en minería y fundición o en fábricas de tejidos.

### A partir delsigloXX
Los municipios de Clausthal y Zellerfeld se fusionaron en 1924. Aunque la minería no se ha practicado en el área urbana desde 1930, la ciudad ha mantenido su estrecha conexión con la minería a través del Museo de Minería Oberharz . La Bergakademie y el Oberbergamt también recuerdan a la antigua minería. En el curso de la minería en Clausthal-Zellerfeld de hoy, el arte de conducir fue inventado por Georg Ludwig Dörell y el cable de alambre por Julius Albert.

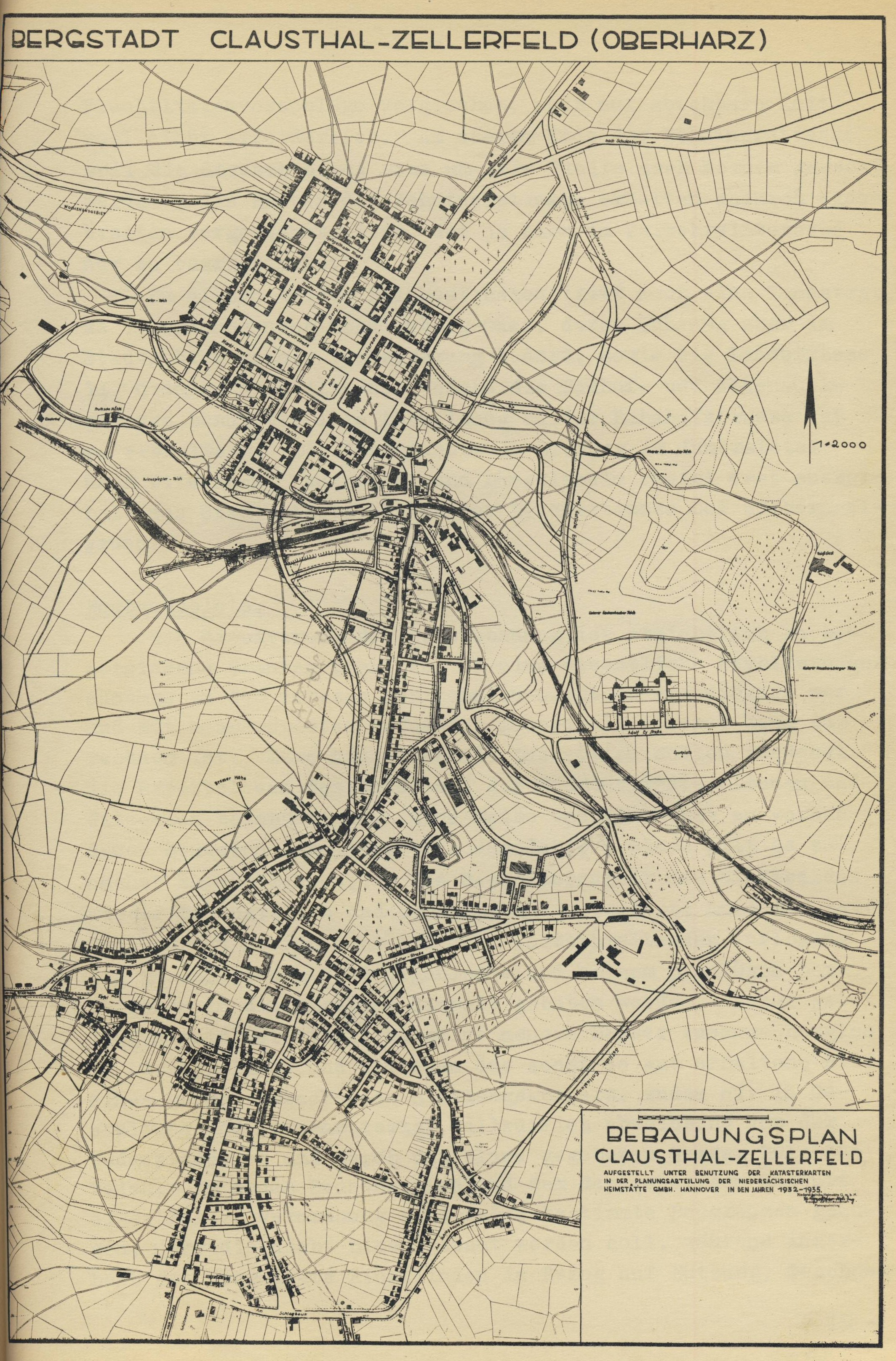
Plan de desarrollo Clausthal-Zellerfeld, 1935

La tercera fábrica de explosivos alemana más grande, la planta Tanne, se construyó en el Reich alemán en las inmediaciones, en Kreisstrasse 38 después de Altenau. TNT se produjo principalmente aquí y sirvió como punto de llenado para bombas, minas y granadas. Fue atacado el 7 de octubre de 1944 atacado por 129 bombarderos estratégicos B-24 "Libertador" de las Fuerzas Aéreas de los Estados Unidos Hoy Clausthal-Zellerfeld es particularmente conocido por su universidad. Originalmente una instalación de capacitación pura para mineros y fundidores, la TU es ahora una universidad con una amplia gama de cursos, principalmente de naturaleza técnica.   

### Incorporaciones
En el 1.º de julio de 1972 se incorporó el municipio Buntenbock.  Para el 1.º   En enero de 2015, la municipalidad estatal de Oberharz y las municipalidades asociadas Bergstadt Clausthal - Zellerfeld, Bergstadt Altenau, Bergstadt Wildemann y Schulenberg en Oberharz fueron disueltas por la ley estatal. De las comunidades previamente independientes, los distritos se convirtieron en la nueva ciudad de montaña y universidad de Clausthal-Zellerfeld.
| Año  | Residentes |
| ---- | ---------- |
| 1821 | 11,757     |
| 1848 | 14,739     |
| 1871 | 14,080     |
| 1885 | 13,917     |
| 1905 | 13,758     |
| 1925 | 12,973     |
| 1933 | 11,855     |

| Año  | Residentes |
| ---- | ---------- |
| 1939 | 11,788     |
| 1946 | 15,786     |
| 1950 | 17,643     |
| 1956 | 15,585     |
| 1961 | 15,849     |
| 1968 | 16,468     |
| 1970 | 15,714     |

| Año  | Residentes |
| ---- | ---------- |
| 1975 | 16,690     |
| 1980 | 16,270     |
| 1985 | 16,250     |
| 1990 | 17,061     |
| 1995 | 16,703     |
| 2000 | 15,413     |
| 2005 | 15,075     |

| Año  | Residentes |
| ---- | ---------- |
| 2010 | 14,579     |
| 2011 | 12,798     |
| 2012 | 12,772     |
| 2013 | 12,923     |
| 2018 | 12,761     |

#### Pirámide de edad
| Estructura de edad de la población. | %     |
| ----------------------------------- | ----- |
| 0-16 años                           | 10,94 |
| 17–40 años                          | 42,58 |
| 41-65 años                          | 29.15 |
| 66-75 años                          | 10,31 |
| más de 75 años                      | 7.02  |

(Estado: 30 de septiembre de 2010)

## Política

### Ayuntamiento
Las últimas elecciones locales fueron el 26 de abril de 2015 con 12,332 votantes. El ayuntamiento consta de 32 Consejeros, para una  población de entre 15.001 y 20.000. El alcalde tiene derecho a voto.   
| Partidos y comunidades de votantes.   | Partidos y comunidades de votantes.                      | % 2015 | Asientos 2015 | % 2011 | Asientos 2011 |
| ------------------------------------- | -------------------------------------------------------- | ------ | ------------- | ------ | ------------- |
| SPD                                   | Partido socialdemócrata de Alemania                      | 50,7   | 17            | 41,2   | 13            |
| CDU                                   | Unión Demócrata Cristiana de Alemania                    | 23,6   | 7 7           | 29,6   | 9 9           |
| FDP                                   | Partido Democrático Libre                                | 11,2   | 4.º           | 5.2    | 2.º           |
| Grüne                                 | Alianza 90 / Los Verdes                                  | 6.1    | 2.º           | 11,9   | 4.º           |
| Kr. B.                                | Partido de Ciudadanos críticos para Clausthal-Zellerfeld | 4.9    | 1             | -      | -             |
| Linke                                 | La Izquierda                                             | 3.6    | 1             | -      | -             |
| Independiente                         | Grupo de votantes independientes Samtgemeinde Oberharz   | -      | -             | 12,2   | 4.º           |
|                                       | Alcalde (hasta el 31 de dic. 2014)                       |        | 1             |        | 1             |
| Total                                 | Total                                                    | 100    | 33            | 100    | 33            |
| Participación electoral en porcentaje | Participación electoral en porcentaje                    | 45,85  | 45,85         |        |               |

### Alcalde
Después de la segunda vuelta electoral el 10 de mayo de 2015, Britta Schweigel (independiente) surgió como la ganadora.  

### Escudo de armas
Se basa en el distrito de Zellerfeld, que se encontraba principalmente en el área de la ciudad actual. El escudo de armas muestra el corcel de la Baja Sajonia en siete terrenos divididos entre rojo y dorado. Además del escudo de armas de Zellerfeld, el escudo tiene un casco azul con una cubierta de casco rojo dorado, un caballo saltador encima y mazos y planchas de mineros. 

### Hermanamiento de ciudades
Clausthal-Zellerfeld mantiene un total de cuatro asociaciones de ciudades en Alemania y en el extranjero.
- en Alemania: 
  - Sachsen-Anhalt  Altenbrak
  - Sachsen  Freiberg

- extranjero: 
  -  
# L'Aigle
  - Slowakei  Spišská Nová Ves

Con la ciudad polaca, Wolsztyn Clausthal-Zellerfeld también mantiene una cooperación amistosa con las actividades anteriores del médico Robert Koch a mediados del siglo XIX. Siglo.

## Cultura y lugares de interés

### Museos
- El Museo Minero Upper Harz en Zellerfeld. También cuida el eje Kaiser Wilhelm, el eje Ottiliae y las salas de bicicletas de la mina Rosenhof . Las tres ramas del museo de la mina son parte del Patrimonio de la Humanidad Oberharz Water Management .
- GeoMuseum en el edificio principal de la TU Clausthal

Además de las muestras de rocas con inclusiones de diferentes minerales, vale la pena ver la colección de meteoritos extrañamente deformados.
- Biblioteca Calvörsche

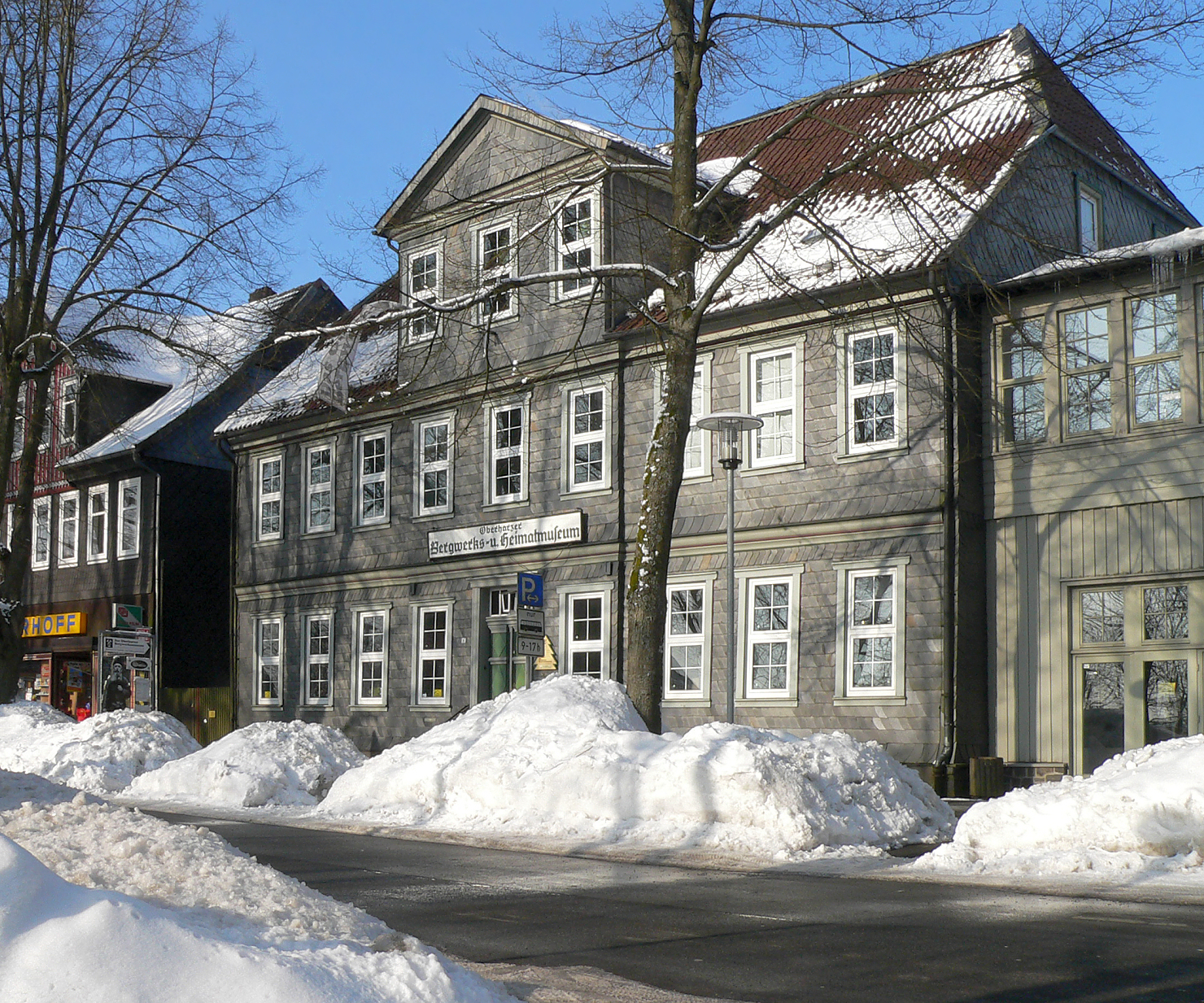
Museo Minero Upper Harz
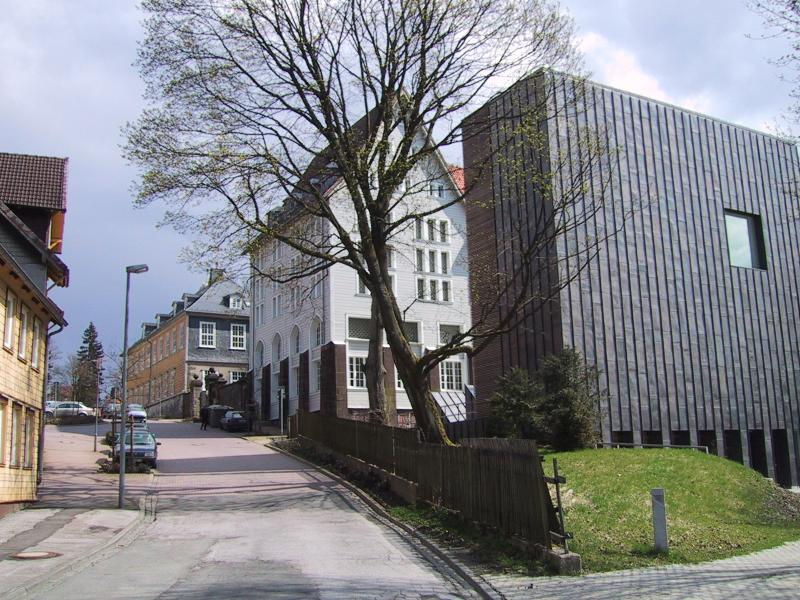
Clausthal: archivo de montaña
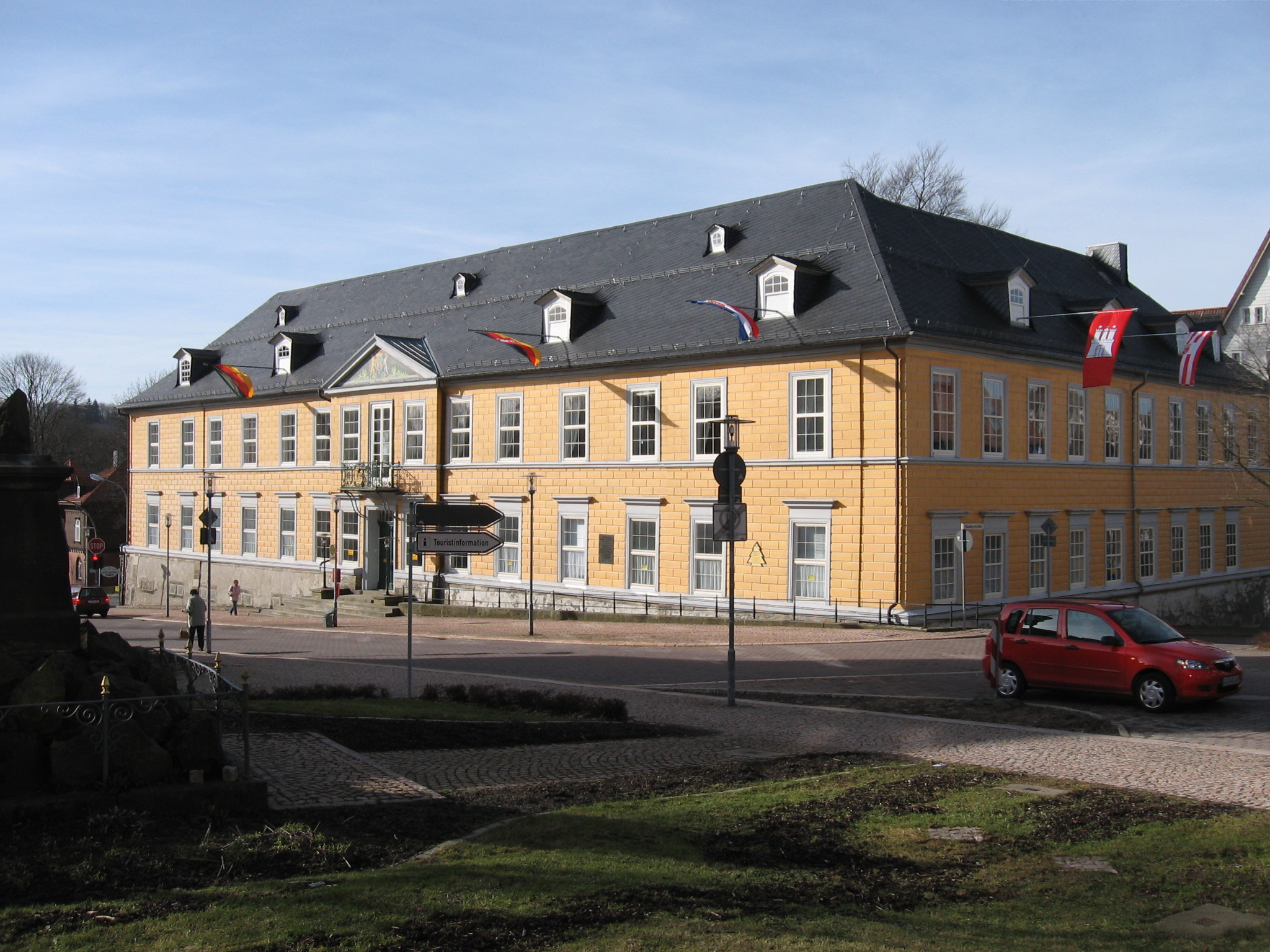
Oficina Estatal de Minería, Energía y Geología
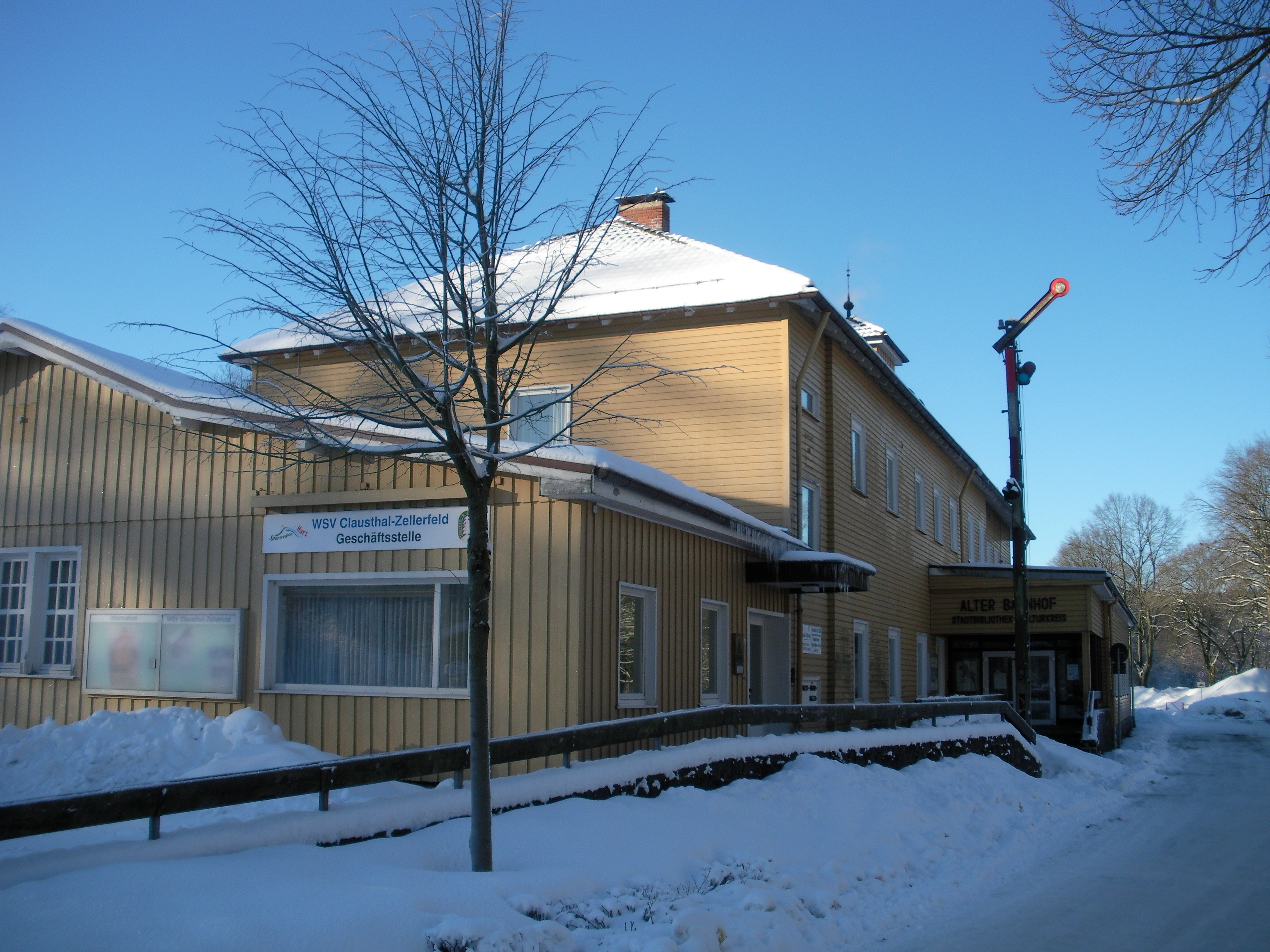
antigua estación de tren
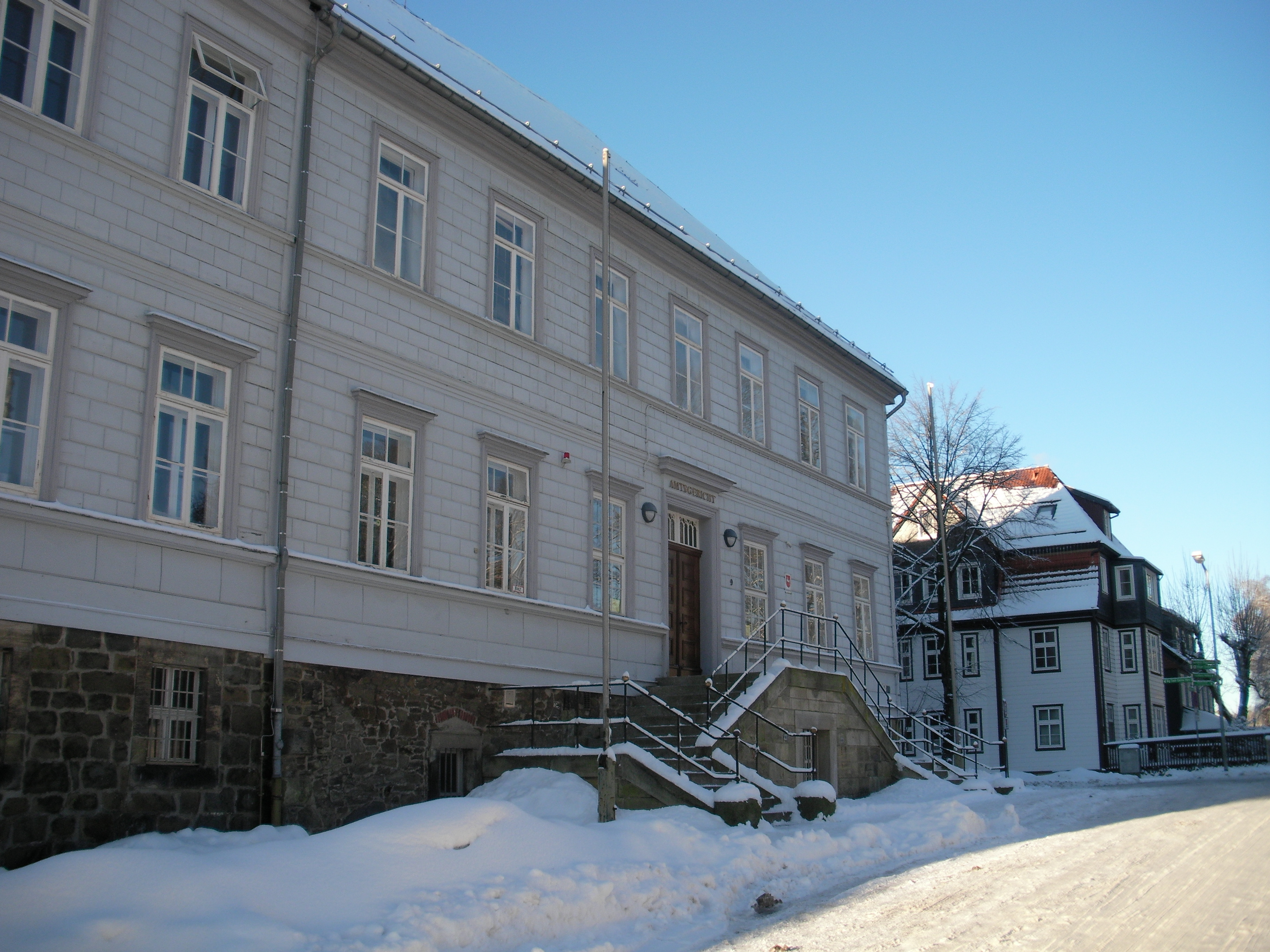
Zellerfeld: Tribunal de Distrito

### Edificios

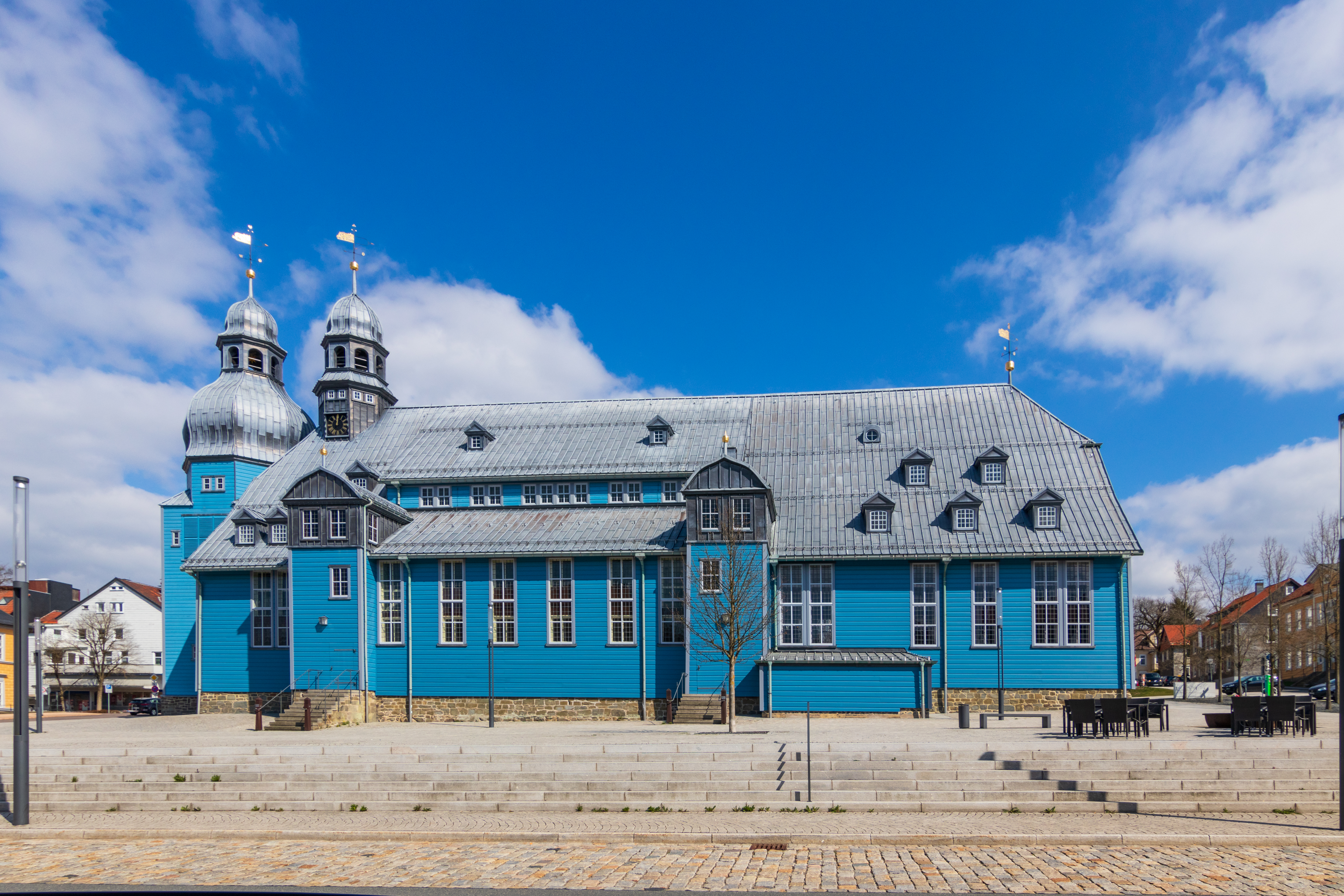
Iglesia del mercado (Marktkirche) en Clausthal

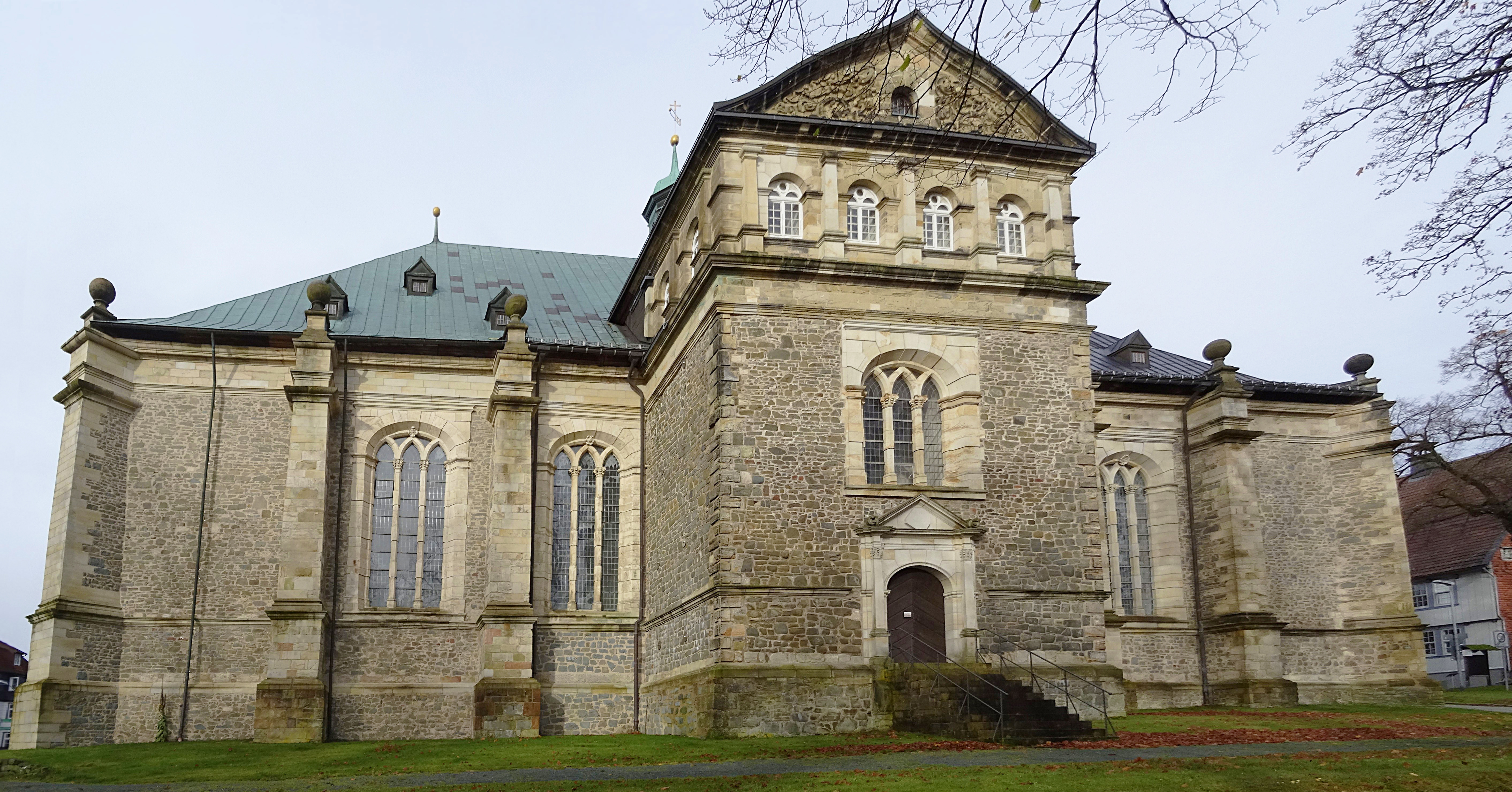
Iglesia de San Salvatoris en Zellerfeld

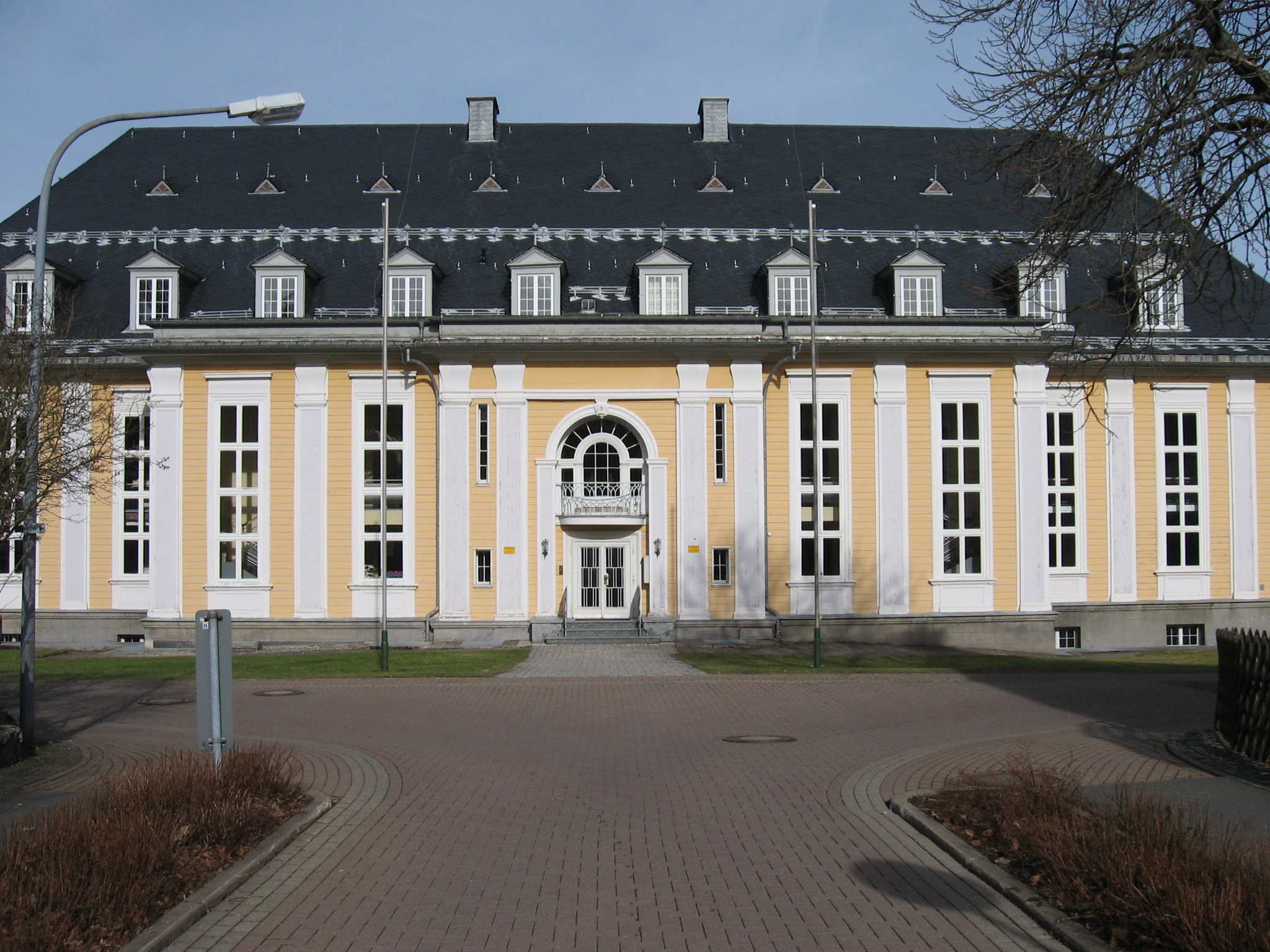
Aula Académica

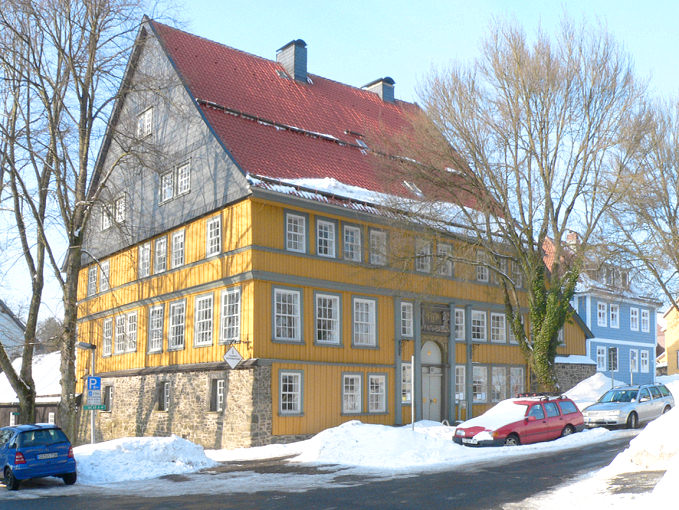
Casa Dietzel de 1674, hoy también sede de la información turística.

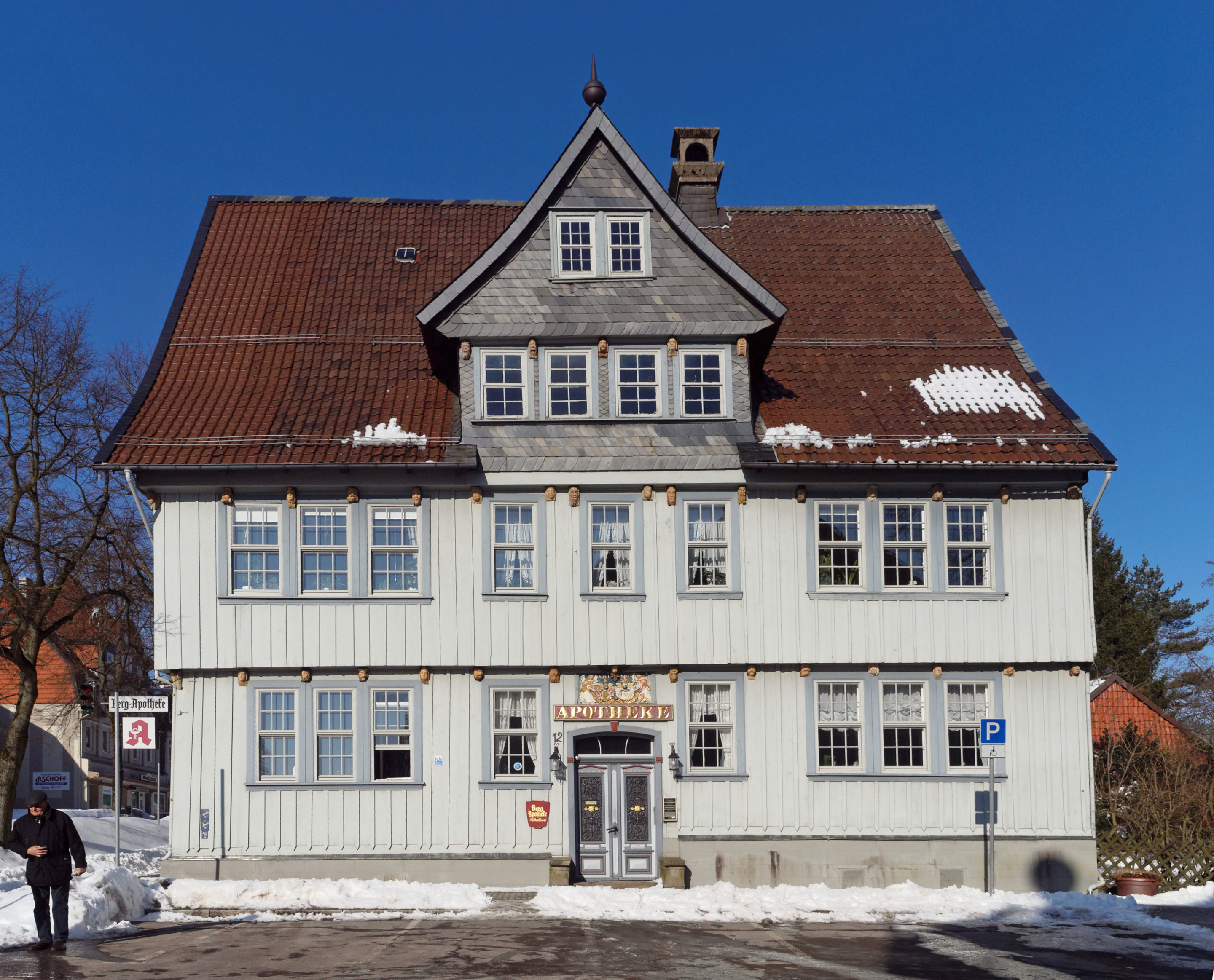
Bergapotheke

- Marktkirche Zum Heiligen Geist

La iglesia de mercado del Espíritu Santo en Clausthal se construyó en medio de la Guerra de los Treinta Años con madera de roble y abeto y el techo estaba cubierto de plomo. En 1642 fue consagrado en Pentecostés. La Marktkirche es la iglesia de madera más grande de Europa. Una renovación muy compleja se completó en 2011.
- Iglesia de San Salvatoris

En 1997, el altar alado del artista de Leipzig Werner Tübke, quien murió en 2004, fue consagrado en la Iglesia de San Salvatoris en Zellerfeld, que fue construida recientemente después del gran incendio de 1683. El folleto del órgano (1699–1702) proviene de Arp Schnitger . Las terrazas de Trebra se encuentran debajo de la iglesia. Siglo creado por Miner von Trebra.
- Iglesia católica de San Nicolás, construida en 1961
- Oberbergamt, ahora la Oficina Estatal de Minería, Energía y Geología, anteriormente la sede del minero
- Hotel Goldene Krone
- Bergapotheke Zellerfeld (farmacia Gratzen)
- Casa Dietzel, magnífica casa patricia de 1673
- Instituto Fritz Süchting de Ingeniería Mecánica
- Aula Académica de la Universidad Tecnológica de Clausthal
- Menta Zellerfeld

construido por el duque Heinrich Julius en 1601, operado hasta 1788
- Moneda antigua de Clausthal

fundada en 1617 por el duque cristiano el viejo de Celle, operado hasta 1849
- Sala Glückauf

Un edificio de salón único en el estilo art nouveau del siglo XIX. Century con pinturas históricas de paredes y techos en dos niveles.
- Ayuntamiento Clausthal-Zellerfeld
- Lugar de nacimiento de Robert Koch
- Hogar juvenil de Robert Koch
- Thomas-Merten-Platz: carillón con habilidades de conducción
- Piscina académica en la Universidad Tecnológica de Clausthal

- Plataforma de agua de Upper Harz con los estanques de Upper Harz, que fue declarada Patrimonio de la Humanidad en el verano de 2010.

### Eventos regulares
- Bergdankfest el sábado antes del lunes de carnaval
- Fuego de Pascua el Sábado Santo

En la tradición del Oberharz, los visitantes son a menudo "ennegrecidos" por los jóvenes / niños; Las caras de los visitantes están manchadas de negro con el hollín del carbón.
- Mercado de agricultores de la montaña del Oberharz de mayo a octubre todos los jueves por la noche en Zellerfelder Bornhardtstrasse
- Oktoberfest en el Kurpark en Zellerfeld
- El concurso total de resina de yodo el primer domingo de agosto[13] tendrá lugar en Altenau a partir de 2020.[14]
- Harz Classix Festival en otoño en 3 lugares

## Economía e Infraestructura

### Economía
El comercio minorista se encuentra principalmente en el centro principal alrededor de Adolph-Roemer-Straße en el distrito de Clausthal. El comercio minorista a pequeña escala está disponible en el subcentro en el distrito de Zellerfeld. A principios de 2000, un área en el antiguo Ostbahnhof fue designada como un lugar especial para el comercio minorista a gran escala. Se pueden encontrar más supermercados en las afueras del norte de Zellerfeld. En general, el comercio minorista en la antigua ciudad de montaña no está muy desarrollado y ahora está sufriendo la muerte de la tienda general. 
El desarrollo de la Universidad Tecnológica de Clausthal es de gran importancia para la ciudad de montaña de Clausthal-Zellerfeld, ya que aumenta el atractivo y el atractivo de la ubicación para inversiones innovadoras. El desarrollo de la Universidad Tecnológica de Clausthal y la cooperación entre las empresas locales y la ciencia es una ventaja decisiva para la ubicación del negocio. 
Además de los negocios de artesanía habituales, hay una fábrica de ventanas relativamente grande, así como varias empresas derivadas de TU Clausthal o CUTEC, que se especializan principalmente en tecnología de medición de partículas en tecnología de prueba. 
El turismo es otra rama importante de la economía en Clausthal-Zellerfeld, pero sobre todo en los distritos de Altenau, Buntenbock, Schulenberg y Wildemann. 

### Transporte
De 1877 a 1976, los trenes de Innerstetalbahn a Altenau y Langelsheim salieron de la estación. Hoy, el transporte público es servido por varias rutas de autobús, incluyendo   a. a Goslar, Osterode am Harz, Altenau y Sankt Andreasberg. 

### Instalaciones públicas
- Oficina Estatal de Minería, Energía y Geología con los Archivos Mineros de Baja Sajonia
- CUTEC, Centro de Investigación de Tecnología Ambiental Clausthal
- Dirección de construcción estatal en Baja Sajonia del Sur

- Bomberos locales en los distritos.

### Educación
Además de las instalaciones de la escuela primaria y secundaria, Clausthal-Zellerfeld también alberga la escuela técnica de negocios y tecnología y la Universidad Tecnológica de Clausthal . Las instalaciones de TU se concentran en el campus del área de Feldgraben, distribuidas en el área de la ciudad de Clausthal y en Tannenhöhe . 
Escuela primaria: 
- Escuela primaria Clausthal
- Escuela primaria de Wildemann
- Escuela primaria Zellerfeld

La formación continua: 

Escuela secundaria

- Robert Koch School ( escuela abierta todo el día)
- Escuela secundaria y secundaria de Clausthal-Zellerfeld

## Personajes

### Ciudadano honorario
- 1890: Robert Koch (1843-1910), microbiólogo, Premio Nobel de Medicina en 1905
- 1933: Hermann Muhs (1894-1962), galardonado el día de la casa el 25 de julio de 1933[15]
- Adolf Achenbach (1825-1903), minero
- Roland Boudet, exalcalde de la ciudad gemela L'Aigle[16]
- 2018: Arnd Peiffer, biatleta[17]

## Además
Clausthal también era conocida por la cerveza sin alcohol de  "Claus-Bräu" (Zellerfeld tenía su propia Berg Brewery Berg-Quell). La marca se vendió a la cervecería Binding y desde entonces se ha elaborado exclusivamente en Fráncfort del Meno.  
En el viaje de Heinrich Heine a las montañas del Harz, Clausthal (escrito allí "Klaustal") es una parada importante en la que Heine viajó a dos pozos (" Dorothea " y " Karolina "). Los documentos más antiguos para monedas enmarcadas ( borde de moneda ) provienen de Clausthal y fueron acuñados en 1684.   

## Citas
1. 1 2  Niedersächsischer Landtag, 16. Wahlperiode, Drucksache 16/3359: Kleine Anfrage "Welchen Stellenwert haben Prädikate wie „staatlich anerkannter Luftkurort“ speziell für den Heidetourismus und die Tourismuswirtschaft in Niedersachsen?" (PDF; 102 kB). Abgerufen am 23. März 2011.
2. ↑  Wo Profs sich mit Glückauf begrüßen in Die Zeit vom 16. Juli 1993
3. ↑  H. Speckter, Bericht der Ortsplanung Clausthal-Zellerfeld
4. ↑  Local family database Schwiegershausen (Osterode am Harz) / Family report Johann Christian Friedrich EY * in Clausthal auf genealogy.net, [dort ohne Einzelnachweise angegeben] zuletzt abgerufen am 15. Januar 2013
5. ↑  Vergleiche etwa diese GND-Nummer der Deutschen Nationalbibliothek
6. ↑  Heinrich Pröhle (1891), «Schulze, Georg», Allgemeine Deutsche Biographie (ADB) (en alemán) 32, Leipzig: Duncker & Humblot, pp. 775-776.
7. ↑  Hugo Thielen: EY, (2) Ludwig. In: Dirk Böttcher, Klaus Mlynek, Waldemar R. Röhrbein, Hugo Thielen: Hannoversches Biographisches Lexikon. Von den Anfängen bis in die Gegenwart. Schlütersche, Hannover 2002, ISBN 3-87706-706-9, S. 112f. u.ö.; online über Google-Bücher
8. ↑  Ausführlich: Matthias Blazek: Das Löschwesen im Bereich des ehemaligen Fürstentums Lüneburg von den Anfängen bis 1900. Adelheidsdorf 2006, S. 210.
9. ↑  Digitalisat (PDF). Archivado desde [Digitalisat el original] el 9 de noviembre de 2019. Consultado el 16 de junio de 2020.
10. ↑  Haushaltsplan der Berg- und Universitätsstadt Clausthal-Zellerfeld 2018 Archivado el 19 de noviembre de 2018 en Wayback Machine. (PDF-Datei), abgerufen am 4. März 2018.
11. ↑  Niedersächsisches Kommunalverfassungsgesetz (NKomVG) in der Fassung vom 17. Dezember 2010; § 46 – Zahl der Abgeordneten Archivado el 10 de junio de 2020 en Wayback Machine., abgerufen am 2. Mai 2015.
12. 1 2  clausthal-zellerfeld.de: Städtepartnerschaften auf clausthal-zellerfeld.de Archivado el 18 de abril de 2019 en Wayback Machine..
13. ↑  https://www.sueddeutsche.de/leben/jodler-harz-1.4552349.
14. ↑  «Goslarsche Zeitung: Harzer Jodelwettstreit zieht nach Altenau um». Archivado desde el original el 4 de noviembre de 2019. Consultado el 16 de junio de 2020.
15. ↑  Hermann Klingsöhr. Falta el |título= (ayuda)
16. ↑  Helga Meier-Cortés: Ein Zeichen der Freundschaft und Aussöhnung – Clausthal-Zellerfeld verlieh dem ehemaligen Bürgermeister L’Aigle, Roland Boudet, die Ehrenbürgerwürde in: Allgemeiner Harz-Berg-Kalender für das Jahr 1990, S. 29–32
17. ↑  «Ehrenbürgerwürde für Goldmedaillengewinner Arnd Peiffer». Archivado desde el original el 29 de junio de 2018. Consultado el 16 de junio de 2020.
18. ↑  Heinrich Heine. Falta el |título= (ayuda)

- Datos: Q504590
- Multimedia: Clausthal-Zellerfeld / Q504590